# Бруара
Бруара (ісл. Brúará) — річка в Ісландії. Є другою за величиною річкою в країні.
Формується завдяки джерелам та впадає в річку Квітау (права притока). Довжина — 44 км.

## Галерея

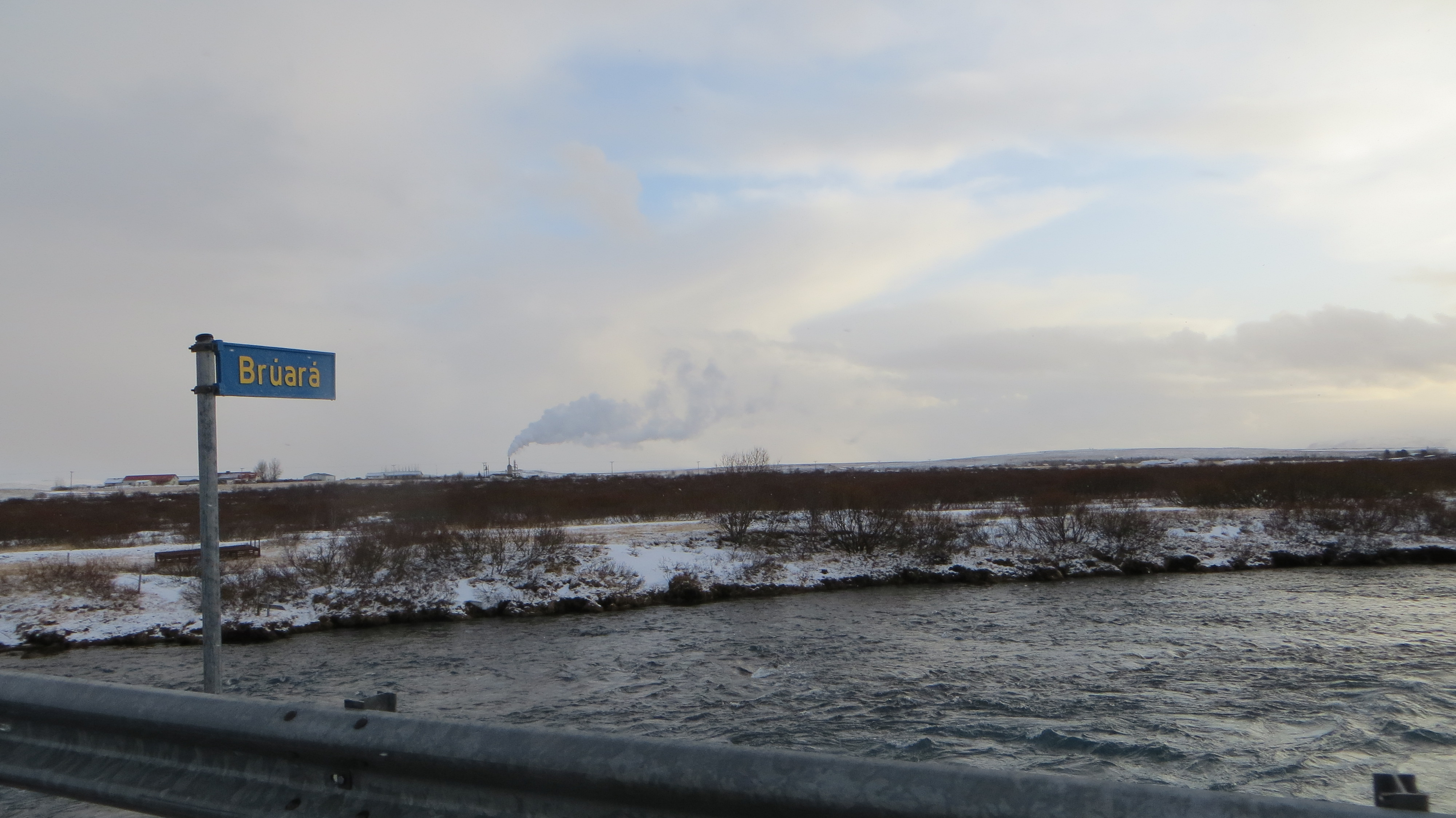
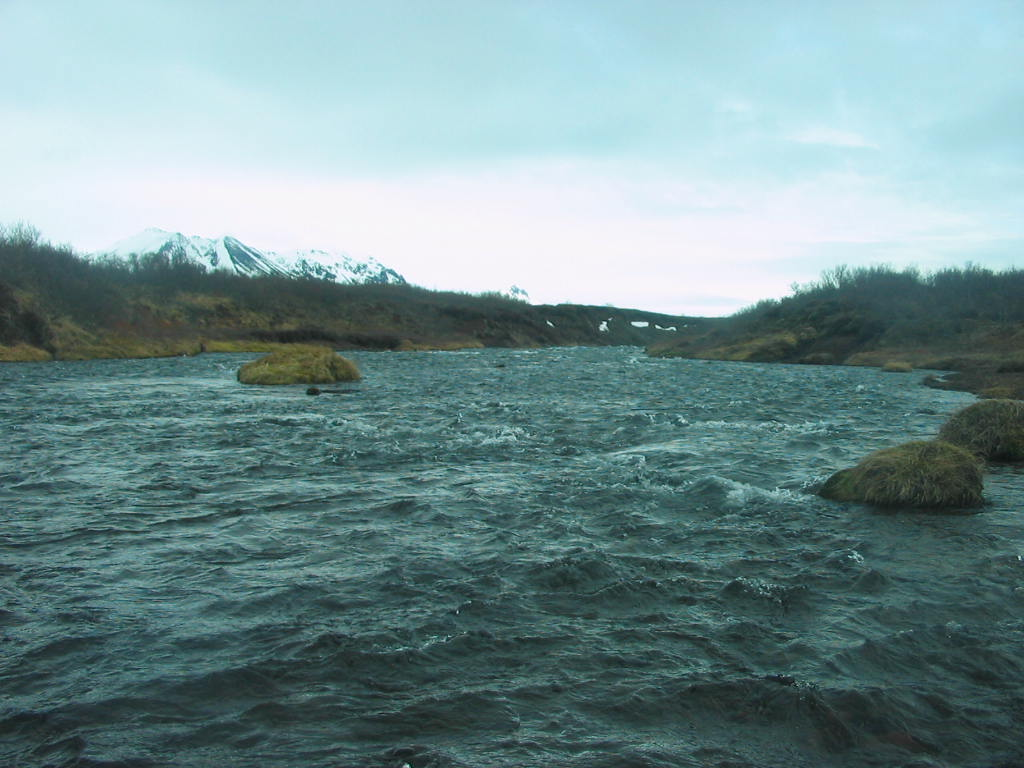
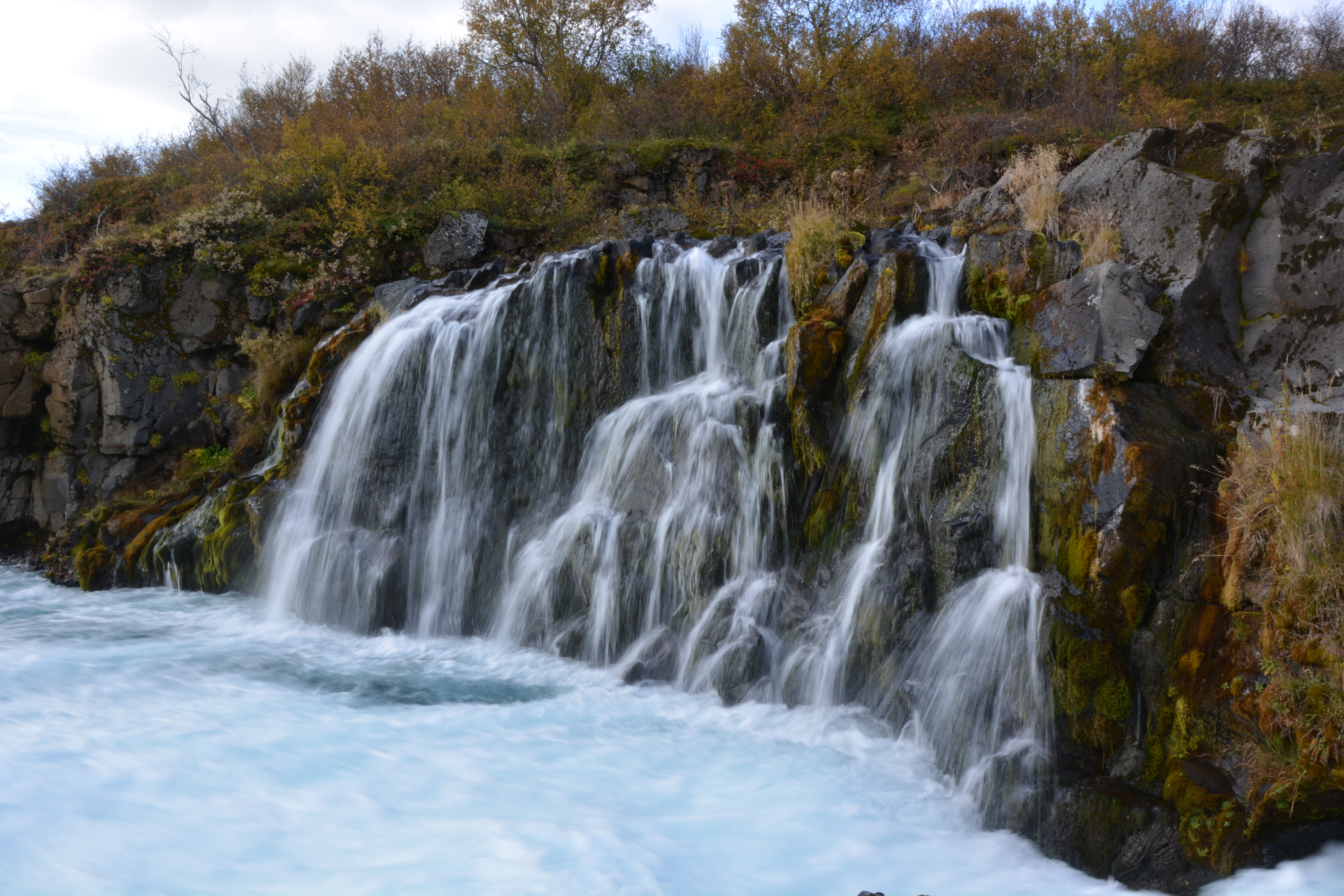
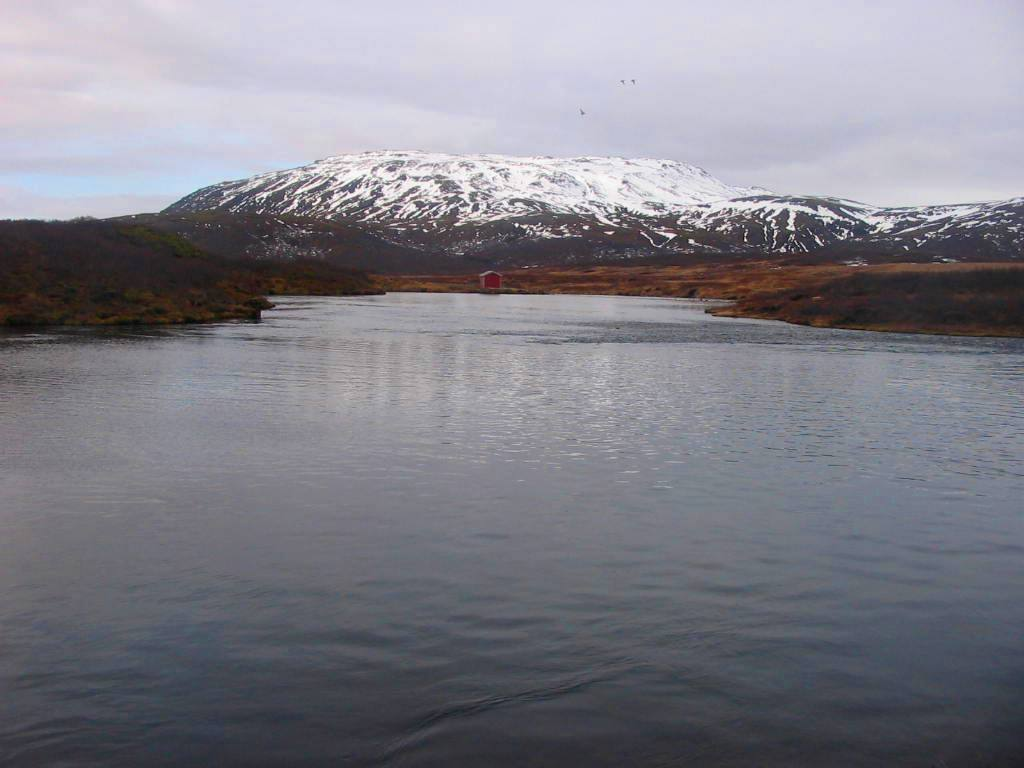
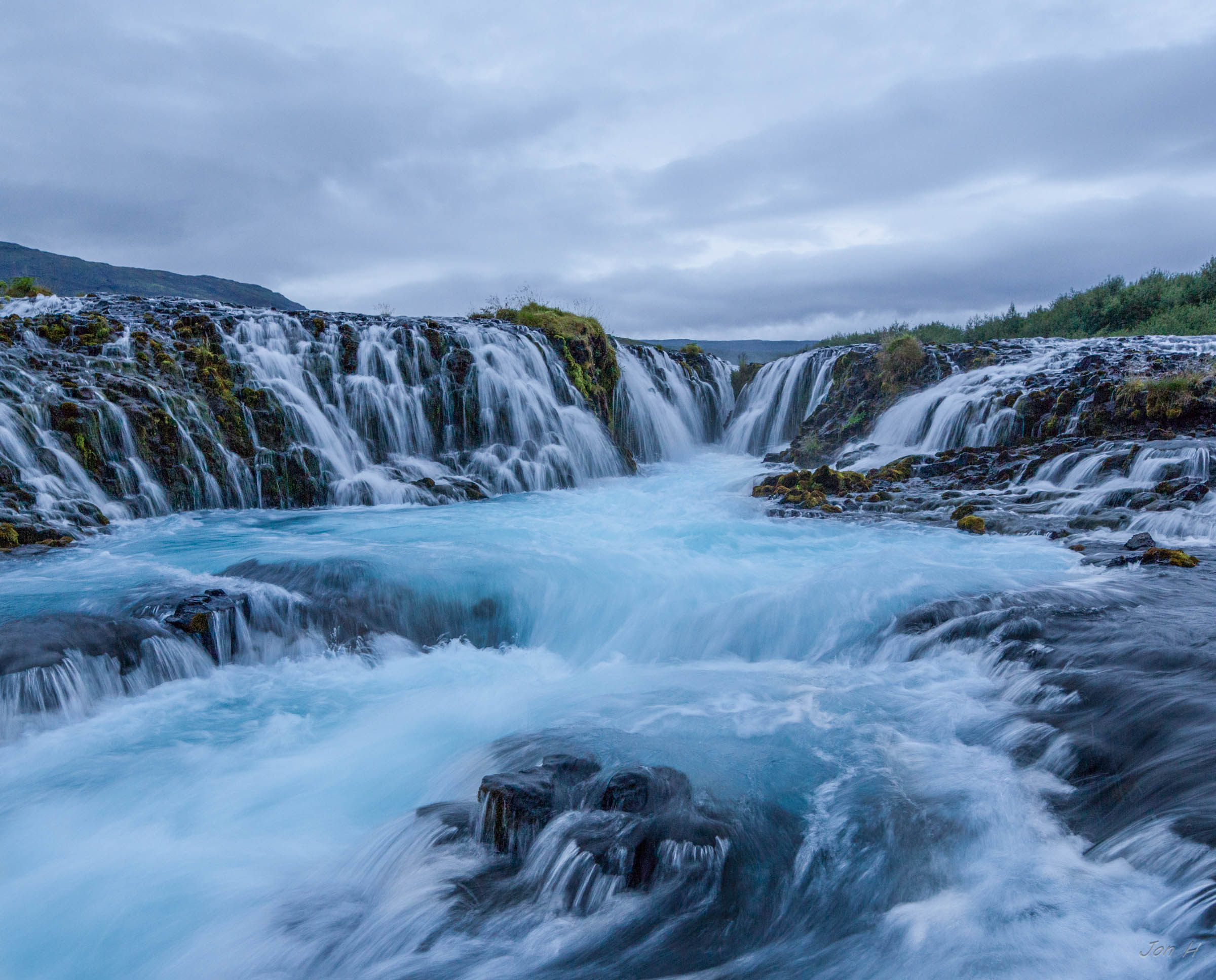